# 서곶중학교
서곶중학교(西串中學校)는 대한민국 인천광역시 서구 연희동에 위치해 있는 공립 중학교이다.

## 학교 연혁
- 1995년 12월 24일 : 학교 설립인가
- 1996년 3월 1일 : 개교 및 초대 박장수 교장 취임
- 1996년 3월 5일 : 제1회 신입생 입학(598명)
- 1997년 6월 17일 : 제2차 건축공사 완공
- 1999년 2월 12일 : 제1회 졸업식(남 298명, 여 341명 계 639명 졸업)
- 2018년 2월 9일 : 제20회 졸업식(323명 졸업) 총 9,925명
- 2024년 1월 5일 : 제26회 졸업식(196명)
- 2024년 3월 4일 : 2024학년도 신입생 입학(181명)
- 2024년 9월 2일 : 제12대 조철수 교장 취임

## 참고 자료
- 서곶중학교 - 한국교육학술정보원 학교알리미